# Кулак (крестьянин)

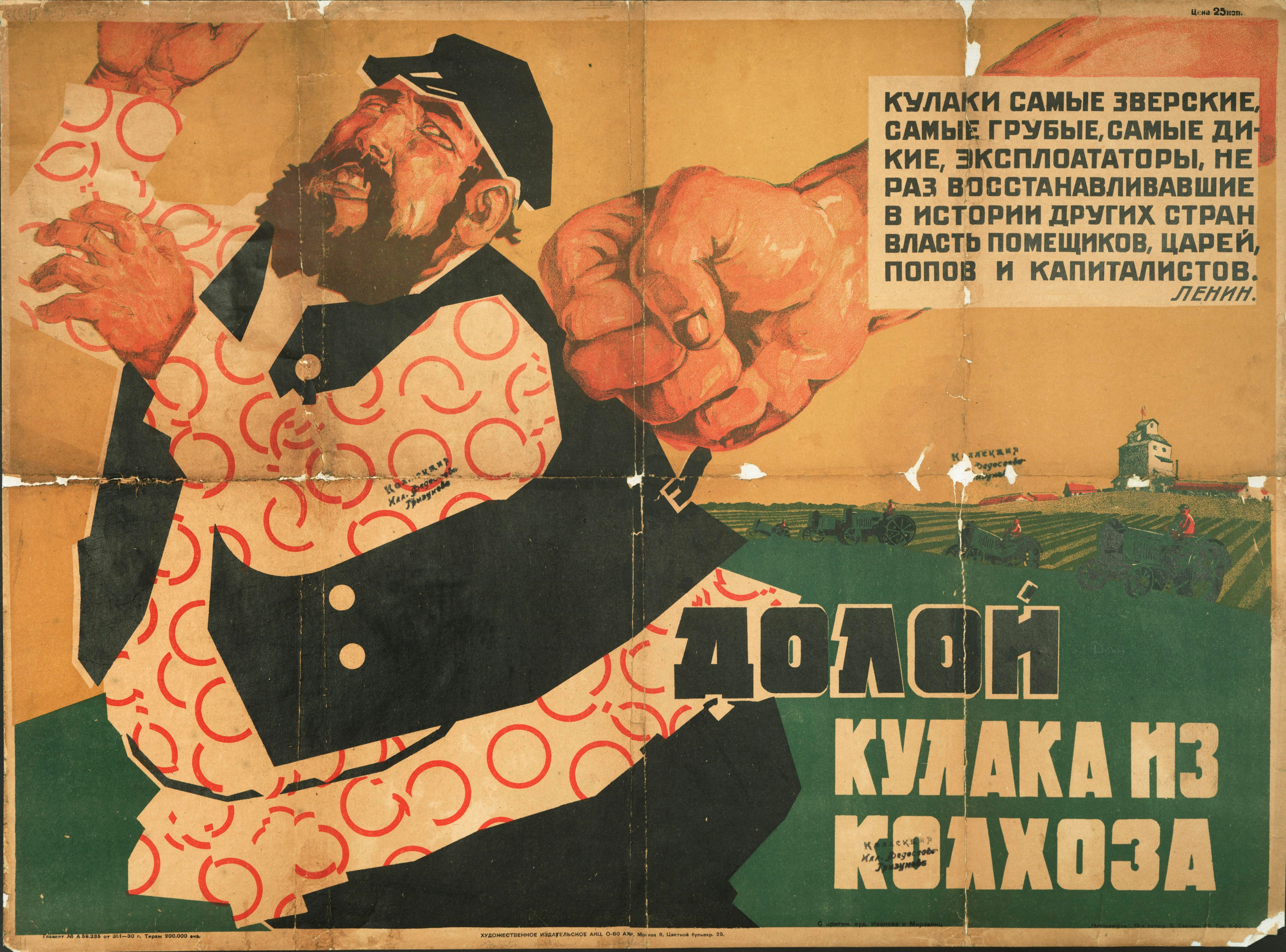
Плакат «Долой кулака из колхоза!», 1930 год

Кула́к (множественное число — кулаки́, собирательное — кула́чество) — обозначение в дореволюционной России и в СССР зажиточных крестьян, использующих труд наёмных рабочих и занимавшихся сельским ростовщичеством. В царской России к кулакам было негативное отношение как со стороны оппозиции, так и со стороны крупных государственных чиновников (включая Петра Столыпина). В конце 1920-х — 1930-е годы в рамках коллективизации в СССР было проведено раскулачивание: принудительное изъятие собственности у зажиточных крестьян, часто сопровождавшееся репрессиями — от расстрела до ссылки в неблагоприятные для проживания районы страны.

## Происхождение термина и его значение в дореволюционной России

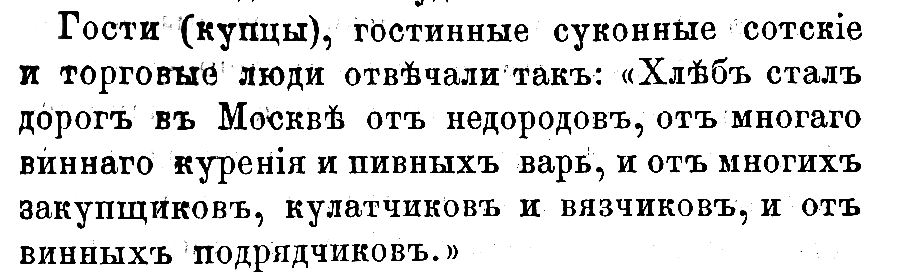
В книге 1868 года «Голода и неурожаи в России с 1024 года» приводится цитата из грамоты царя Алексея Михайловича, в которой упоминаются «кулатчики»

Слово «кулатчики» упоминается в XVII веке в грамоте царя Алексея Михайловича. В словарях XIX века слово «кулак» («кулачество») носило исключительно негативный смысл.
Словарь Даля сообщает, что кулак:

- Скупец, скряга, жидомор, кремень, крепыш; || перекупщик, переторговщик, маклак, прасол, сводчик, особ. в хлебной торговле, на базарах и пристанях, сам безденежный, живёт обманом, обчётом, обмером; маяк орл. орёл, тархан тамб. варяг моск. торгаш с малыми деньжонками, ездит по деревням, скупая холст, пряжу, лён, пеньку, мерлушку, щетину, масло и пр. прасол, прах, денежный барышник, гуртовщик, скупщик и отгонщик скота; разносчик, коробейник, щепетильник, см. офеня. || Кулачить или -чничать, заниматься промыслом кулака, прасола. Мука кулачится, её кулачат. || Кулачество, кулачничество ср. занятие, промысел кулака, прасольство, перекупля, барышничество.

## Отношение к кулакам в дореволюционной публицистике
Дореволюционные авторы разных взглядов (как оппозиционеры, так и высшие царские чиновники) относились к кулакам негативно, рассматривая их как сельских ростовщиков, нажившихся на односельчанах после отмены крепостного права.
Известный государственный деятель, судья А. Ф. Кони ставил кулаков в один ряд с эксплуататорами, барышниками, скупщиками, которые не привязаны к земле-кормилице трудом или личными воспоминаниями, а лишь хищнически тянут наживу, вырубая леса, истощая земли, обирая людей. Ему вторит Иван Кошко, прослуживший более 9 лет земским начальником в Новгородской губернии. В 1899 году он констатировал, что крестьянская реформа привела к доминированию в деревне кулака:

Крестьянская жизнь со времени уничтожения крепостного права и до наших дней характеризуется широким расцветом кулачества, захватившего в свои руки всё крестьянское хозяйство.
Выручая крестьянина в нужде, ссужая его деньгами или товаром в трудную минуту, кулак безбожно дорого заставляет оплачивать свои услуги и поглощает сам львиную долю пользы, извлеченную мужиком из предоставленного ему кредита.
Несмотря на это, он усваивает себе высокомерный и повелительный тон в обращении, требует рабского повиновения, позволяет себе самое возмутительное глумление и не знает пределов своему самодурству. Все общественные дела на сходе решаются так, как это ему угодно и выгодно, причём никто не смеет и пикнуть против его предначертаний, хотя все отлично понимают как невыгодно такое влияние отражается на хозяйстве. Здесь не место подробно описывать деятельность и приёмы кулаков. Они слишком хорошо известны и достаточно разработаны литературой.

Кошко отмечал, что «процветание кулачества и прогрессирующее обеднение крестьян — явление в России повсеместное». Кошко отмечал, что крестьянская реформа привела к фактическому прекращению деятельности государственных сельских банков, которые кредитовали государственных и удельных крестьян. По словам Кошко, к 1870-м годам «крестьянские сбережения или были прожиты, или же обращались в кулаческих предприятиях».
Кошко отмечал «сказочный рост богатств деревенских кулаков, все операции которых основаны на открытии кредита самым беднейшим членам крестьянских обществ». Кошко также писал, что кулак может разориться только в двух случаях: если начнёт заниматься своей деятельностью в городах и в случае стихийных бедствий. По оценке Кошко, кулаки эксплуатировали около половины 90-миллионного крестьянского населения Российской империи, получая от крестьян ежегодно около 500 миллионов рублей.
Народник А. Н. Энгельгардт в 1870-х годах давал такую оценку кулакам:

Из всего «Счастливого уголка» только в деревне Б. есть настоящий кулак. Этот ни земли, ни хозяйства, ни труда не любит, этот любит только деньги… Всё у кулака держится не на хозяйстве, не на труде, а на капитале, на который он торгует, который раздаёт в долг под проценты. Его кумир деньги, о приумножении которых он только и думает. Капитал ему достался по наследству, добыт неизвестно какими, но какими-то нечистыми средствами.
— Энгельгардт А. Н. «Письма из деревни»
Крупнейший экономист-статистик конца XIX — начала XX веков В. Е. Постников разделял кулачество и зажиточное крестьянство, в частности, заявляя в своих работах о том, что хотя зажиточный крестьянин «пользуется в значительной мере наёмными работниками» и в его деятельности существует ряд «элементов эксплуатации», «никаких кулацких черт в нём нет». В своей книге 1891 года он также использует слово «богатырь» в качестве синонима «кулака».
Р. Гвоздев (Циммерман) в своей монографии «Кулачество-ростовщичество и его общественно-экономическое значение» ещё в 1899 году пишет о близости понятий хорошего собственника и исправного хозяина и крестьянина-кулака, заявляя о том, что «крайне трудно разграничить сферу кулаческо-ростовщических операций от предприятий чисто хозяйственного характера», «кулак — законное детище процесса первоначального накопления».
Негативное отношение к кулачеству высказывали также царские высшие чиновники.
Алексей Сергеевич Ермолов, бывший в 1883—1892 годах директором неокладных сборов Министерства финансов, а в 1892 году назначенный товарищем министра финансов, писал в своей книге 1892 года (посвящённой голоду 1891—1892 годов):

В тесной связи с вопросом о взыскании упадающих на крестьянское население казённых, земских и общественных сборов и, можно сказать, главным образом на почве этих взысканий, развилась страшная язва нашей сельской жизни, в конец её растлевающая и уносящая народное благосостояние, — это так называемые кулачество и ростовщичество. …
Однажды задолжав такому ростовщику, крестьянин уже почти никогда не может выбраться из той петли, которою тот его опутывает и которая его большею частью доводит до полного разорения. Нередко крестьянин уже и пашет, и сеет, и хлеб собирает только для кулака.
— Ермолов А. С. «Неурожай и народное бедствие»

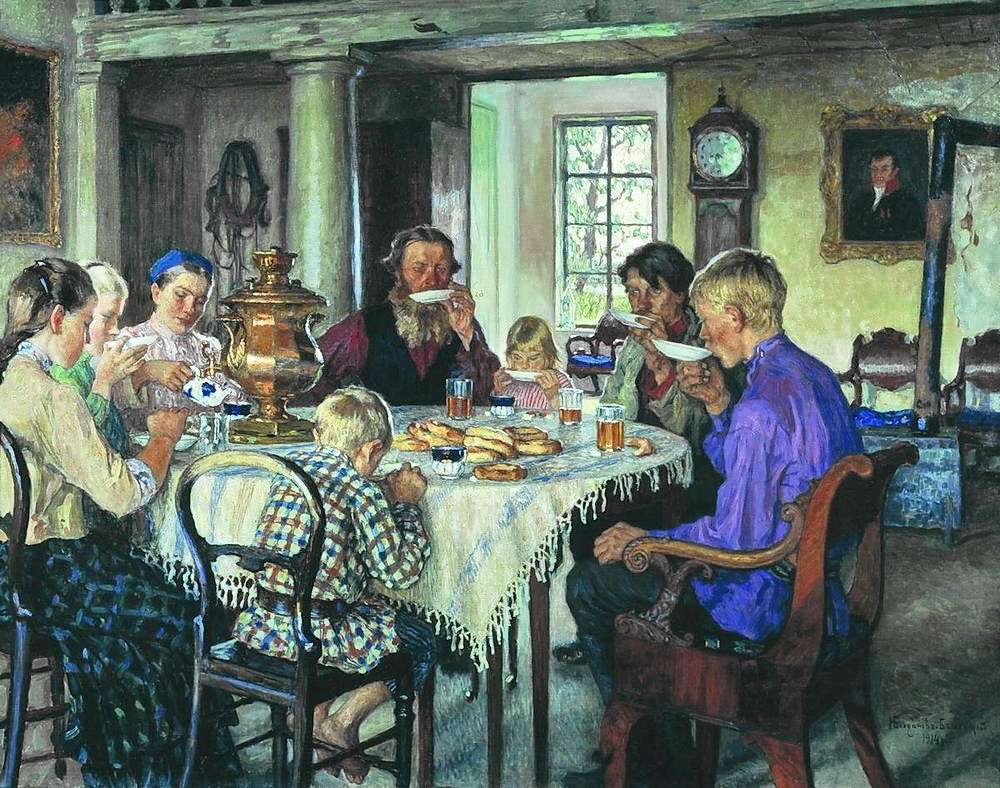
Худ. Н. П. Богданов-Бельский. «Новые хозяева. Чаепитие». (1913 г., собрание Государственного художественного музея Алтайского края). На картине изображена семья богатых крестьян, купившая поместье разорившегося дворянина

Пётр Столыпин в своём отчёте о 1904 годе сообщал о негативной роли кулаков в крестьянской общине:

Естественным противовесом общинному началу является единоличная собственность. Она же служит залогом порядка, так как мелкий собственник представляет собой ту ячейку, на которой покоится устойчивый порядок в государстве. В настоящее время более сильный крестьянин превращается обыкновенно в кулака, эксплуататора своих однообщественников, по образному выражению — мироеда. Вот единственный почти выход крестьянину из бедности и темноты, видная, по сельским воззрениям, мужицкая карьера. Если бы дать другой выход энергии, инициативе лучших сил деревни, если бы дать возможность трудолюбивому землеробу получить сначала временно, в виде искуса, а затем закрепить за ним отдельный земельный участок, вырезанный из государственных земель, или из земельного фонда Крестьянского банка, причём обеспечена была бы наличность воды и другие насущные условия культурного землепользования, то наряду с общиной, где она жизненна, появился бы самостоятельный зажиточный поселянин, устойчивый представитель земли…

## Кулачество в советской терминологии 1920—1930-х годов
В официальных и публицистических советских текстах крестьянское население СССР разделялось на три основные категории:
- кулаки — зажиточные крестьяне, использующие наёмный труд, сельская буржуазия, спекулянты. Советские исследователи относят к признакам кулачества «эксплуатацию наёмного труда, содержание торгово-промышленных заведений, ростовщичество[14]». В то же время есть утверждение, что «ясного понимания того, что скрывается за этим популярным выражением „кулачество“, нет совершенно»[15];
- деревенская беднота, в первую очередь наёмные работники (батраки);
- середняки — крестьяне, занимавшие среднее экономическое положение между бедняками и кулачеством.

В то же время существует множество противоречий и неоднозначностей в разграничении терминов «середняк» и «кулак», которые встречаются в работах В. И. Ленина, определивших идеологию советской власти на многие годы, сам ход политики раскулачивания. Иногда Ленин указывал на определённый признак кулачества — эксплуатацию труда, разграничивая его с середняком:

Середняк — это такой крестьянин, который не эксплуатирует чужого труда, не живёт чужим трудом, не пользуется ни в какой мере никоим образом плодами чужого труда, а работает сам, живёт собственным трудом… Средний крестьянин, это тот, кто не эксплуатирует и сам не подвергается эксплуатации, который живёт мелким хозяйством, своим трудом… середняк не прибегает к эксплуатации чужого труда…, живёт своим хозяйством
— Ленин В. И. Полн. собр. соч. Т. 38.
В период НЭПа Сталин и его противники по-разному относились к роли кулаков в сельском хозяйстве. В 1923—1928 годах советская власть, по словам Льва Троцкого, проводила «курс на кулака».
Нарком земледелия РСФСР А. П. Смирнов писал в 1925 году в «Правде»:

Мы должны в зажиточной части деревни ясно разграничить два типа хозяйства. Первый тип зажиточного хозяйства чисто ростовщический, занимающийся эксплуатацией маломощных хозяйств не только в процессе производства (батрачество), а главным образом путём всякого рода кабальных сделок, путём деревенской мелкой торговли и посредничества, всех видов «дружеского» кредита с «божескими» процентами. Второй тип зажиточного хозяйства — это крепкое трудовое хозяйство, стремящееся максимально укрепить себя в производственном отношении.
— Прудникова Е. «Кулачество как класс»
А. И. Рыков — глава правительства, позже названный «скрытым агентом Троцкого» и защитником-ходатаем кулачества — на XIV конференции:

Развитие индивидуальных хозяйств крестьянства является важнейшей задачей партии… При предоставлении условий для свободного накопления в кулацких хозяйствах увеличивается темп накопления во всём хозяйстве, быстрее возрастает общенациональный доход, увеличиваются материальные возможности реальной хозяйственной поддержки малоимущих бедняцких хозяйств, расширяются возможности уменьшения избыточного населения, того населения в деревне, которое не находит себе работы… Нам не опасно развитие буржуазных отношений в деревне, мы сумеем использовать средства, отлагающиеся в растущем слое новой буржуазии.
— Газета «Правда» от 30 апреля 1925 года и 3 мая 1925 года
17 апреля 1925 года на губернской конференции о необходимости поддержки зажиточного крестьянства и кулачества заявляет Н. И. Бухарин:

Мелкая буржуазия сейчас может быть вдвинута в такие рамки, что вместе с нами будет участвовать в социалистическом строительстве… Наша политика по отношению к деревне должна развиваться в таком направлении, чтобы раздвигались и отчасти уничтожались ограничения, тормозящие рост зажиточного и кулацкого хозяйства. Крестьянам, всем крестьянам, надо сказать: обогащайтесь, развивайте своё хозяйство и не беспокойтесь, что вас прижмут.
— Валентинов Н. В. «Наследники Ленина»
М. И. Калинин в своей статье в газете «Известия» от 22 марта 1925 года расценивает кулачество как исчезающую группу:

Говорить о кулаке как об общественном слое сейчас можно только в том случае, если считать, что всякий сельскохозяйственный предприниматель есть кулак, если по инерции военного коммунизма всякого исправного крестьянина считать кулаком. Кулак — это тип дореволюционной России. Кулак это жупел, это призрак старого мира. Во всяком случае, это не общественный слой, даже не группа, даже не кучка. Это вымирающие уже единицы.
— Валентинов Н. В. «Наследники Ленина»
Л. Д. Троцкий заявляет: «слово „кулак“ связано с отношениями ещё полукрепостнического порядка, с засильем помещика, исправника. У нас же сейчас образуется в деревне собственник-фермер нового типа. Конечно, мы можем по старой памяти называть его кулаком, но гораздо правильнее назвать его фермером капиталистического типа». Н. Бухарин, в свою очередь, даже считает данный термин устаревшим, явлением времён комбедов: «Термин кулак напоминает в деревне времена раскулачки, времена комбедов; тормозит рост богатства, зажиточности крестьянства».
При этом «власть обкладывала кулака повышенным налогом, требовала продажи хлеба государству по твёрдым ценам, ограничивала кулацкое землепользование, ограничивала размеры кулацкого хозяйства, но не вела ещё политики ликвидации кулачества. Однако уже в 1928 году курс на кулака был свёрнут, уступив дорогу курсу на ликвидацию кулачества как класса.
Российская социалистическая эмиграция писала о НЭПе как о периоде поддержки властями кулаков — новой сельской буржуазии. Берлинское издание российских меньшевиков «Социалистический вестник» писало:

Власть поворачивается лицом к крепкому крестьянству, к кулаку. Теория классовой борьбы замещается теорией гармонии интересов крепкого хозяйства и деревенской бедноты. Деревенская администрация уже сейчас всё больше попадает под влияние кулацких элементов. Курс на кулака процесс этот несомненно ускорит… Весь период военного коммунизма оказался переходным не от капитализма к коммунизму, а от старого помещичье-капиталистического к новому крестьянско-капиталистическому хозяйству… Растут капиталистические фирмы, аренды, применение наёмного труда в крестьянском хозяйстве, ростовщичество, кабальные сделки. Растёт процесс политического оформления буржуазных элементов, растёт их классовое сознание, растёт классовая рознь между ними и пролетариатом.
— Валентинов Н. В. «Наследники Ленина»

## Раскулачивание

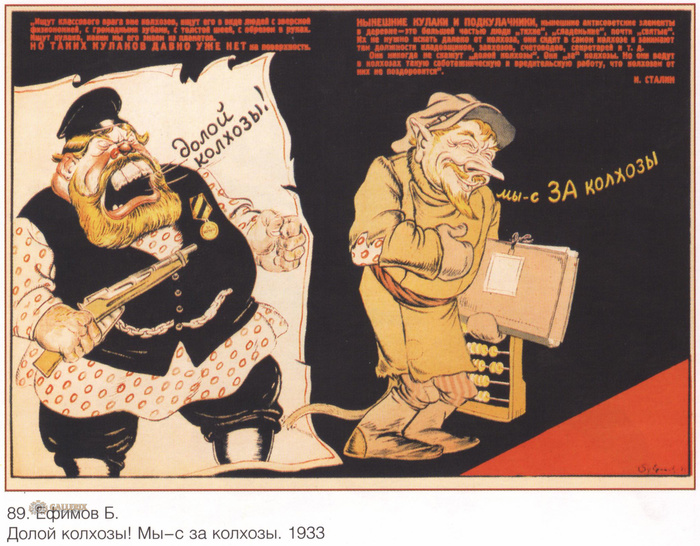
«Долой колхозы! Мы-с за колхозы». Карикатура Б. Е. Ефимова

Согласно определению Верховного Суда РФ от 30 марта 1999 года, «Раскулачивание — политическая репрессия, применявшаяся в административном порядке местными органами исполнительной власти по политическим и социальным признакам на основании постановления ЦК ВКП(б) от 30 января 1930 года „О мерах по ликвидации кулачества как класса“».

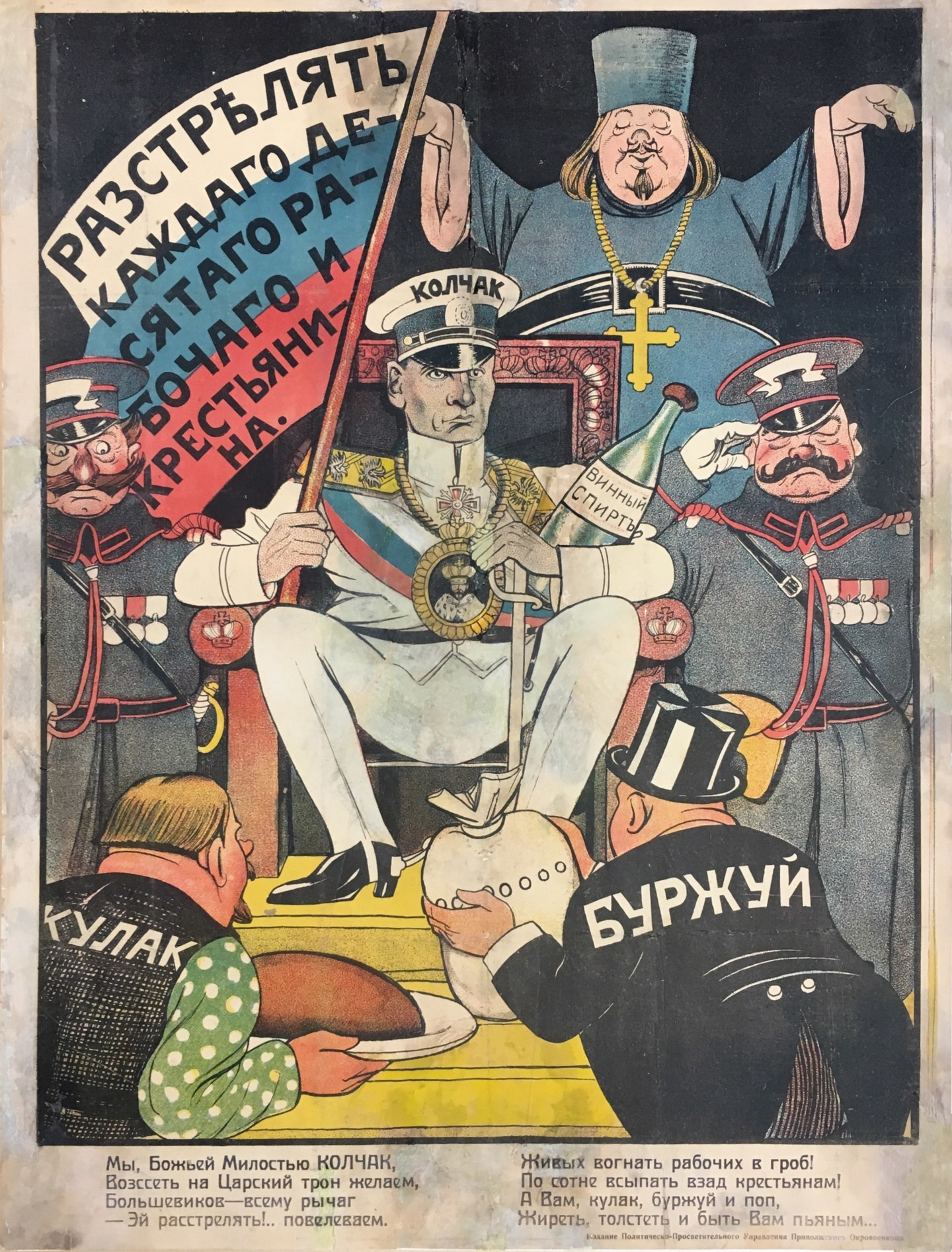
Плакат 1919 года работы Виктора Дени о поддержке Колчака со стороны кулаков, православного духовенства и буржуазии

Декретом от 11 июня 1918 года были созданы комитеты бедноты, которые сыграли большую роль в борьбе с кулачеством, руководили процессом перераспределения конфискованных земель на местах и распределением конфискованного инвентаря, продовольственных излишков, изъятых у кулаков. Было изъято 50 миллионов гектаров кулацкой земли, перешедшей бедноте и середнякам, конфискована у кулачества значительная часть средств производства в пользу бедноты. В советской пропаганде периода Гражданской войны кулаки (наравне с православным духовенством и буржуазией) показывались как опора белого движения.
В ходе коллективизации сельского хозяйства, проведённой в СССР в 1928—1932 годах, одним из направлений государственной политики стало раскулачивание.
В апреле 1929 года И. В. Сталин заявил на пленуме ЦК и ЦКК ВКП(б), что кулаки усилились:

Многие ещё до сих пор не могут объяснить того факта, что кулак давал хлеб в порядке самотёка до 1927 года, а после 1927 года он перестал давать хлеб в порядке самотёка. Но в этом обстоятельстве нет ничего удивительного. Если раньше кулак был ещё сравнительно слаб, не имел возможности серьёзно устроить своё хозяйство, не имел достаточных капиталов для укрепления своего хозяйства, ввиду чего он был вынужден вывозить все или почти все излишки своего хлебного производства на рынок, то теперь, после ряда урожайных годов, когда он успел обстроиться хозяйственно, когда ему удалось накопить необходимые капиталы, — он получил возможность маневрировать на рынке, он получил возможность отложить хлеб, эту валюту валют, в резерв для себя, предпочитая вывозить на рынок мясо, овёс, ячмень и прочие второстепенные культуры. Смешно было бы теперь надеяться, что можно взять хлеб у кулака добровольно.
Вот где корень того сопротивления, которое оказывает теперь кулак политике Советской власти.
— «О правом уклоне в ВКП(б)». — Т. 12. — С. 15.
21 мая 1929 года СНК СССР издал постановление «О признаках кулацких хозяйств, в которых должен применяться Кодекс Законов о труде», где впервые законодательно определены некоторые критерии определения термина «кулак» в контексте признаков кулацкого хозяйства:
1. систематически применяется наёмный труд для сельско-хозяйственных работ или в кустарных промыслах и предприятиях;
2. наличие мельницы, маслобойни, крупорушки, просушки … или другого промышленного предприятия — при условии применения в этих предприятиях механического двигателя, а также если в хозяйстве имеется водяная или ветряная мельница с двумя или более поставами;
3. систематическая сдача в наём сложных сельскохозяйственных машин с механическими двигателями;
4. постоянное или на сезон сдача в наём отдельных оборудованных помещений под жильё или предприятие;
5. занятие торговлей, ростовщичеством, посредничеством, наличие нетрудовых доходов (в том числе служители культа).

Последовавшее за статьёй И. В. Сталина «Головокружение от успехов» Постановление ЦИК и Совнаркома СССР от 13 октября 1930 года изменило критерии отнесения крестьянских хозяйств к кулацким, в частности, хозяйства служителей культа более кулацкими не считались.
30 января 1930 года Политбюро ЦК ВКП(б) приняло Постановление «О мероприятиях по ликвидации кулацких хозяйств в районах сплошной коллективизации». Согласно этому постановлению, кулаки были разделены на три категории:
- первая категория — контрреволюционный актив, организаторы террористических актов и восстаний,
- вторая категория — остальная часть контрреволюционного актива из наиболее богатых кулаков и полупомещиков,
- третья категория — остальные кулаки.

Главы кулацких семей 1-й категории арестовывались, и дела об их действиях передавались на рассмотрение спецтроек в составе представителей ОГПУ, обкомов (крайкомов) ВКП(б) и прокуратуры. Члены семей кулаков 1-й категории и кулаки 2-й категории подлежали выселению в отдалённые местности СССР или отдалённые районы данной области (края, республики) на спецпоселение. Кулаки, отнесённые к 3-й категории, расселялись в пределах района на новых, специально отводимых для них за пределами колхозных массивов землях.
Контрреволюционный кулацкий актив было решено «ликвидировать путём заключения в концлагеря, останавливаясь в отношении организаторов террористических актов, контрреволюционных выступлений и повстанческих организаций перед применением высшей меры репрессии» (ст. 3, п. а).
В специальной сводке ОГПУ от 15 февраля 1930 года содержался следующий отчёт о проведении операции:

При ликвидации кулаков как класса «изъято» в массовых операциях и при индивидуальных чистках 64589, из них в ходе подготовительных операций (1 категории) 52166, а в ходе массовых операций — 12423.
— Спецсводка ОГПУ от 15 февраля 1930 г.
Совместным Постановлением ЦИК СССР и Совнаркома СССР от 7 августа 1932 года «Об охране имущества государственных предприятий, колхозов и кооперации и укреплении общественной (социалистической) собственности» («закон от седьмого-восьмого», «закон о колосках») предусматриваются жёсткие уголовные меры (применяемые в судебном порядке) за хищение колхозного и кооперативного имущества — расстрел с конфискацией имущества, в качестве «меры судебной репрессии по делам об охране колхозов и колхозников от насилий и угроз со стороны кулацких элементов» предусматривалось лишение свободы на срок от 5 до 10 лет с заключением в концентрационные лагеря без права на амнистию.
24 мая 1934 года ЦИК СССР принял постановление «О порядке восстановления в гражданских правах бывших кулаков», в соответствии с которым кулаки-спецпоселенцы, ранее лишённые ряда гражданских прав, в индивидуальном порядке восстанавливались. Окончательный отказ от политики раскулачивания фиксируется постановлением Совета Министров СССР от 13 августа 1954 года № 1738—789сс «О снятии ограничений по спецпоселению с бывших кулаков», благодаря которому оставшиеся на спецпоселении кулаки получили свободу.
Реабилитация лиц, подвергшихся раскулачиванию и членов их семей производится в общем порядке согласно Закону Российской Федерации «О реабилитации жертв политических репрессий» от 18 октября 1991 года № 1761-1.

## Кулак в постсоветской терминологии
Под кулаками в российской терминологии понимают: 1) в узком смысле: крестьян, занимавшихся перекупкой, ростовщичеством и т. п.; 2) в широком смысле: всех зажиточных крестьян, особенно использовавших батраков как наёмную рабочую силу.